# Melvin Gordon
Melvin Gordon (Kenosha, 13 aprile 1993) è un giocatore di football americano statunitense che milita nel ruolo di running back per i Baltimore Ravens della National Football League (NFL).

## Carriera universitaria

### 2011
Nella sua stagione da freshman nel 2011, Gordon disputò tre partite, correndo 20 volte per 98 yard e un touchdown. La sua annata si chiuse dopo un infortunio all'inguine.

### 2012

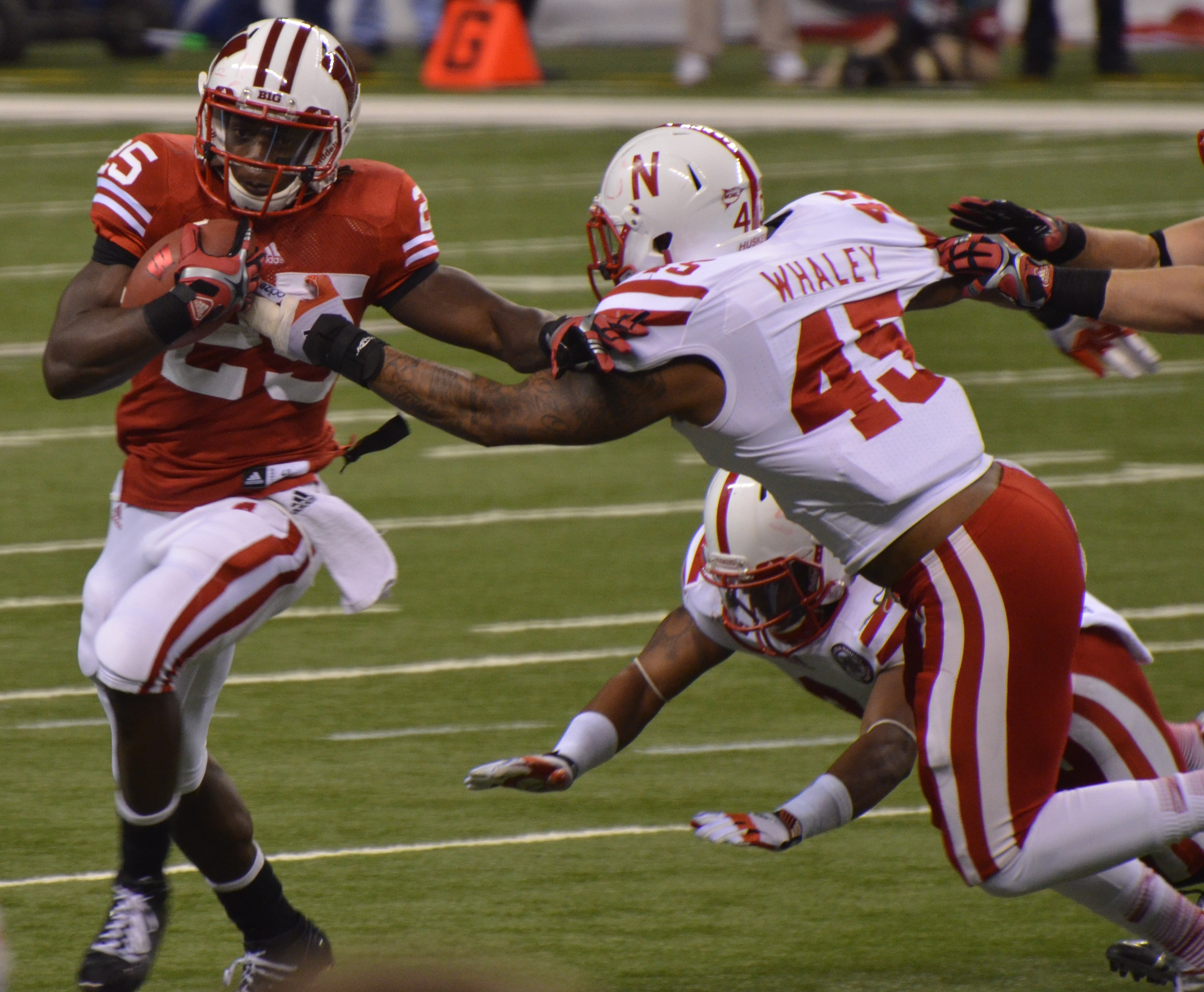
Gordon sfugge al linebacker di Nebraska Alonzo Whaley nella finale della Big Ten del 2012.

Nel 2012, Gordon fu il terzo running back nelle gerarchie della squadra, dietro Montee Ball e James White. Nella finale della Big Ten stabilì un nuovo primato personale correndo 216 yard su soli nove possessi contro i Nebraska Cornhuskers, numero 12 del ranking, che i Badgers batterono 70-31. Nel Rose Bowl 2013 corse nove volte per 51 contro gli Stanford Cardinals numero 6 del tabellone, ma Wisconsin perse 20-14. La sua seconda annata si concluse con 621 yard corse e tre touchdown.

### 2013
Il 14 novembre, Gordon fu nominato uno dei dieci finalisti del Doak Walker Award 2013. Il mese successivo, dopo diverse speculazioni, annunciò che avrebbe fatto ritorno a Wisconsin per disputare la stagione successiva. Nello spiegare la sua decisione, Gordon affermò: "Amo la University of Wisconsin e sento di avere ancora molto spazio per crescere...dal punto di vista accademico, un altro anno nella scuola mi aiuterà ad avvicinarmi alla laurea e sul campo spero di riportare la mia squadra nella finale della Big Ten".

### 2014

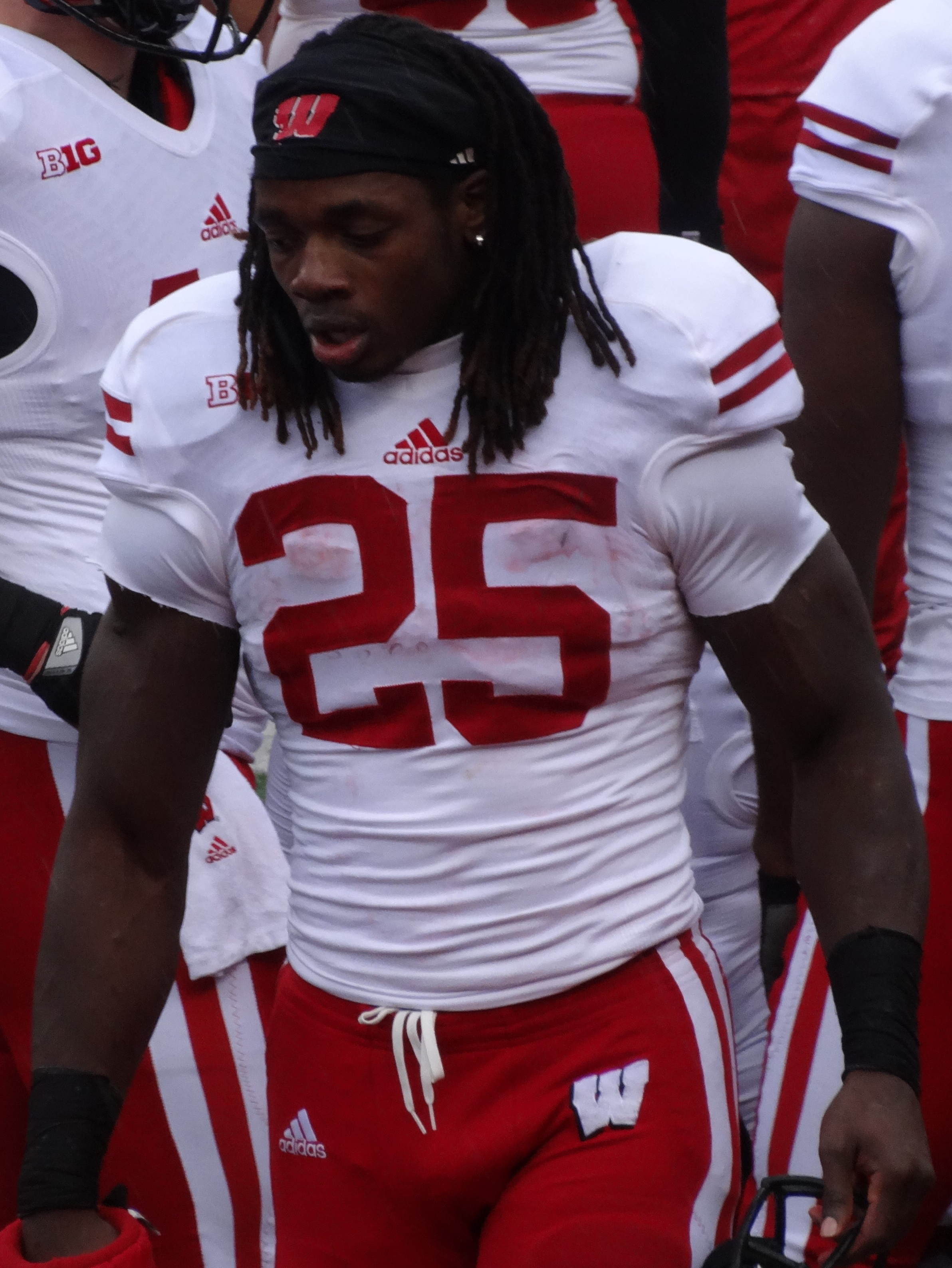
Gordon nel 2014

Prima dell'inizio della stagione 2014, Gordon fu ampiamente considerato uno dei favoriti per la vittoria dell'Heisman Trophy. Il 20 settembre contro Bowling Green, Gordon stabilì due nuovi record in carriera correndo 5 touchdown e 253 yard. Due settimane dopo si migliorò correndone 259 contro Northwestern al Ryan Field nella sconfitta. Dopo la settimana 6, fu inserito da CBS Sports nella formazione ideale di metà stagione.
Il 15 novembre 2014, Gordon stabilì il nuovo record NCAA correndo 408 yard contro i Nebraska Cornhuskers numero 16 del tabellone. Gordon compì questa impresa, oltre a segnare quattro touchdown su corsa, in soli tre quarti di gioco. Il precedente primato di 406 yard era stato stabilito da LaDainian Tomlinson e resisteva dal 1999. Per questa prestazione fu premiato come giocatore della settimana da diverse pubblicazioni e fondazioni, come Walter Camp Football Foundation, Athlon Sports e CBSSports.com, mentre la Big Ten lo nominò giocatore offensivo della conference della settimana. Il suo primato tuttavia ebbe vita breve, venendo superato dopo soli sette giorni da Samaje Perine di Oklahoma. Quello stesso giorno però, Gordon stabilì un nuovo record diventando il più veloce giocatore della storia della NCAA a correre 2.000 yard in una stagione (il diciassettesimo della storia): vi riuscì alla 241ª corsa, superando il vecchio primato di Larry Johnson di Penn State di 241.
L'8 dicembre, Gordon fu annunciato come uno dei tre finalisti dell'Heisman Trophy, assieme al quarterback di Oregon Marcus Mariota e al wide receiver di Alabama Amari Cooper, classificandosi al secondo posto. Fu inoltre premiato con il Doak Walker Award come miglior running back dell'anno.
Premi e vittorie
- Doak Walker Award (2014)
- Unanimous All-American (2014)

## Carriera professionistica

### San Diego/Los Angeles Chargers
Il 10 dicembre 2014, Gordon annunciò la sua intenzione di rinunciare all'ultimo anno nel college football per rendersi eleggibile nel Draft 2015. Considerato uno dei migliori running back selezionabili nel Draft NFL 2015, il 30 aprile fu scelto come 15º assoluto dai San Diego Chargers. Debuttò come professionista partendo come titolare nella prima gara della stagione vinta contro i Detroit Lions in cui guidò i suoi con 51 yard corse. Il 21 dicembre, Gordon fu inserito in lista infortunati chiudendo la sua annata con due giornate di anticipo. La sua stagione al di sotto delle attese si chiuse con 635 yard corse e nessun touchdown segnato in 14 presenze, tutte tranne due come titolare.
Dopo non avere mai trovato la end zone nella sua prima stagione, la successiva fu di segno opposto per Gordon, che segnò dieci touchdown su corsa. L'11 settembre segnò le prime due marcature come professionista contro i Kansas City Chiefs. Dopo che nel turno successivo Danny Woodhead si ruppe il legamento crociato anteriore, Gordon divenne il running back titolare dei Chargers, terminando l'annata con 997 yard yard corse e 419 yard ricevute, oltre ad altri 2 touchdown su ricezione. A causa di infortuni all'anca e alle ginocchia, il giocatore fu costretto a saltare le ultime tre gare stagionali, venendo tuttavia convocato per il suo primo Pro Bowl al posto dell'infortunato Le'Veon Bell.
Nella stagione 2017, i Chargers si trasferirono a Los Angeles. Nel quinto turno, Gordon fu premiato come giocatore offensivo della AFC della settimana dopo avere corso 105 yard e averne ricevuto 58, con 2 touchdown, dando al club la prima vittoria nella nuova città. Nell'ottavo turno fece registrare la più lunga corsa nella storia dei Chargers, segnando un touchdown da 87 yard contro i New England Patriots. La sua annata si chiuse riuscendo a disputare per la prima volta tutte le 16 partite, con un nuovo primato personale di 1.105 yard corse e segnando 12 touchdown complessivi, 8 su corsa e 4 su ricezione.
Nel secondo turno della stagione 2018 Gordon segnò tre touchdown, guidando i Chargers alla prima vittoria stagionale contro i Bills. Nel sesto turno disputò una delle migliori prove stagionali correndo 132 yard e andando a segno 3 volte nella vittoria sui Browns. A fine stagione fu convocato per il suo secondo Pro Bowl.
Nella stagione 2019 Gordon scioperò per il primo mese di gioco per una disputa contrattuale. Tornò in campo nel quinto turno contro i Broncos correndo però solamente 31 yard su 12 tentativi nella sconfitta. La prima marcatura la segnò tre settimane dopo nella vittoria sui Chicago Bears. Nel nono turno segnò due touchdown contribuendo alla vittoria a sorpresa sui Green Bay Packers.

### Denver Broncos
Il 20 marzo 2020 Gordon firmò con i Denver Broncos un contratto biennale del valore di 16 milioni di dollari. Nella prima partita con la nuova maglia andò subito a segno nella sconfitta contro i Tennessee Titans. Nel quarto turno i Broncos colsero la prima vittoria stagionale contro i New York Jets in una gara in cui Gordon corse 107 yard e segnò 2 touchdown.
Il 21 novembre 2022 i Broncos svicolarono Gordon dopo un costoso fumble contro i Las Vegas Raiders, il quinto della sua stagione.

### Kansas City Chiefs
Gordon firmò con la squadra di allenamento dei Kansas City Chiefs il 29 novembre 2022.

### Baltimore Ravens
Il 21 luglio 2023 Gordon firmò con i Baltimore Ravens.

## Palmarès

### Franchigia
- Super Bowl : 1

Kansas City Chiefs: LVII
- American Football Conference Championship: 1

Kansas City Chiefs: 2022

### Individuale
- Convocazioni al Pro Bowl: 2

2016, 2018
- Giocatore offensivo della AFC della settimana: 2

9ª del 2016, 5ª del 2017